# Sheraton Glacier
Sheraton Glacier är en glaciär i Antarktis. Den ligger i Östantarktis. Australien gör anspråk på området. Sheraton Glacier ligger 1 112 meter över havet.
Terrängen runt Sheraton Glacier är varierad. Trakten är obefolkad. Det finns inga samhällen i närheten.